# پائیا
پائیا (در اسپانیایی: paella، تلفظ: پائِـیّـا) یکی از غذاهای ملی و اصیل اسپانیا است که مادهٔ اولیهٔ آن برنج است و بسته به اینکه از چه مواد دیگری در پخت آن استفاده شود، گونه‌های مختلفی دارد. مکان پیدایش پائیا بخش خودمختار والنسیا در شرق اسپانیا است، ولی این غذا نه تنها در این خطه، بلکه در سراسر اسپانیا پرطرفدار است.

## تهیهٔ پائیا به شیوهٔ سنتی
پائیا غذایی است که به شیوهٔ سنتی در روز یکشنبه که روز تعطیل است، در ظرفی بزرگ و بر روی آتش هیزم در فضای باز آماده می‌شود. آماده‌سازی، پخت و صرف آن مراسمی است جمعی که خانواده و دوستان را گرد هم جمع می‌کند.

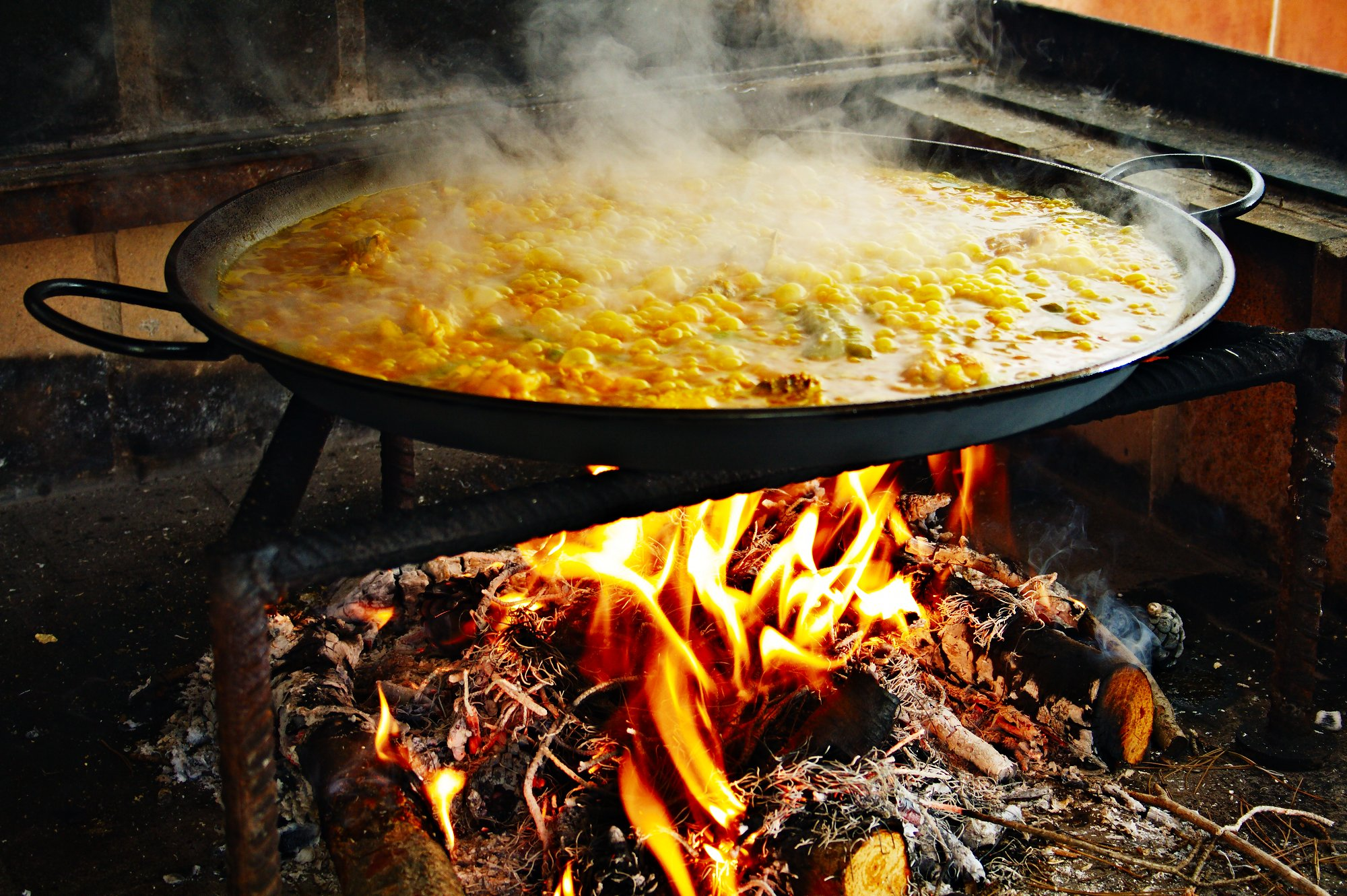
پائیا در حال پخت به شیوهٔ سنتی بر روی آتش هیزم

## گونه پائیا
مهمترین گونه پائیا عبارتند از:
- پائیای والنسیایی (در اسپانیایی: paella valenciana)

پائیای والنسیایی غذای سنتی بخش خودمختار والنسیا است که در پخت نوع اصیل آن این ده مادهٔ اصلی به کار می‌رود: گوشت مرغ، گوشت خرگوش، لوبیا سبز، لوبیای لیما، گوجه فرنگی، برنج، روغن زیتون، آب، زعفران و نمک. علاوه بر این ده مادهٔ اولیه، از مواد دیگری همچون سیر، کنگر فرنگی، گوشت مرغابی، حلزون یا اکلیل کوهی نیز می‌توان در پخت این نوع به خصوص از پائیا استفاده کرد.
- پائیای غذاهای دریایی (در اسپانیایی: paella de marisco)

پائیای غذاهای دریایی نمونه‌ای برجسته از غذاهای مدیترانه‌ای است که نام خود را مدیون غذاهای دریایی به کار رفته در پخت این غذا است. این غذا به خصوص در نواحی ساحلی پرطرفدارترین نوع پائیا به شمار می‌رود. در پخت این غذا در کنار برنج معمولاً از ماهی مرکب، میگو، صدف سیاه و صدف دوکفه‌ای استفاده می‌شود.
- پائیای مخلوط (در اسپانیایی: paella mixta)

همان‌طور که از نامش پیداست، مواد اولیهٔ این پائیا مخلوطی است از گوشت و غذاهای دریایی.
- پائیای سیاه (در اسپانیایی: paella negra)

پائیای سیاه نوع خاصی از پائیا است که مصرف آن به خصوص در گالیسیا رواج دارد. در پخت این پائیا از همان مواد موجود در پائیای غذای دریایی استفاده می‌شود، اما شکل ظاهری آن بسیار متفاوت با سایر گونه‌های پائیا است، از این جهت که برنج از مُرکبی که ماهی مرکب یا هشت‌پا از خود خارج می‌کنند، رنگی سیاه به خود می‌گیرد.
- پائیای گیاهی (در اسپانیایی: paella vegetariana)

این نوع از پائیا مناسب افراد گیاه‌خوار است و طرز تهیهٔ آن برگرفته از دستور تهیهٔ پائیا به شیوهٔ سنتی، ولی با حذف گونه گوشت و غذاهای دریایی است. در کنار برنج از جمله موادی که در تهیهٔ آن به کار می‌روند می‌توان به کنگر فرنگی، مارچوبه، قارچ و زیتون اشاره کرد.

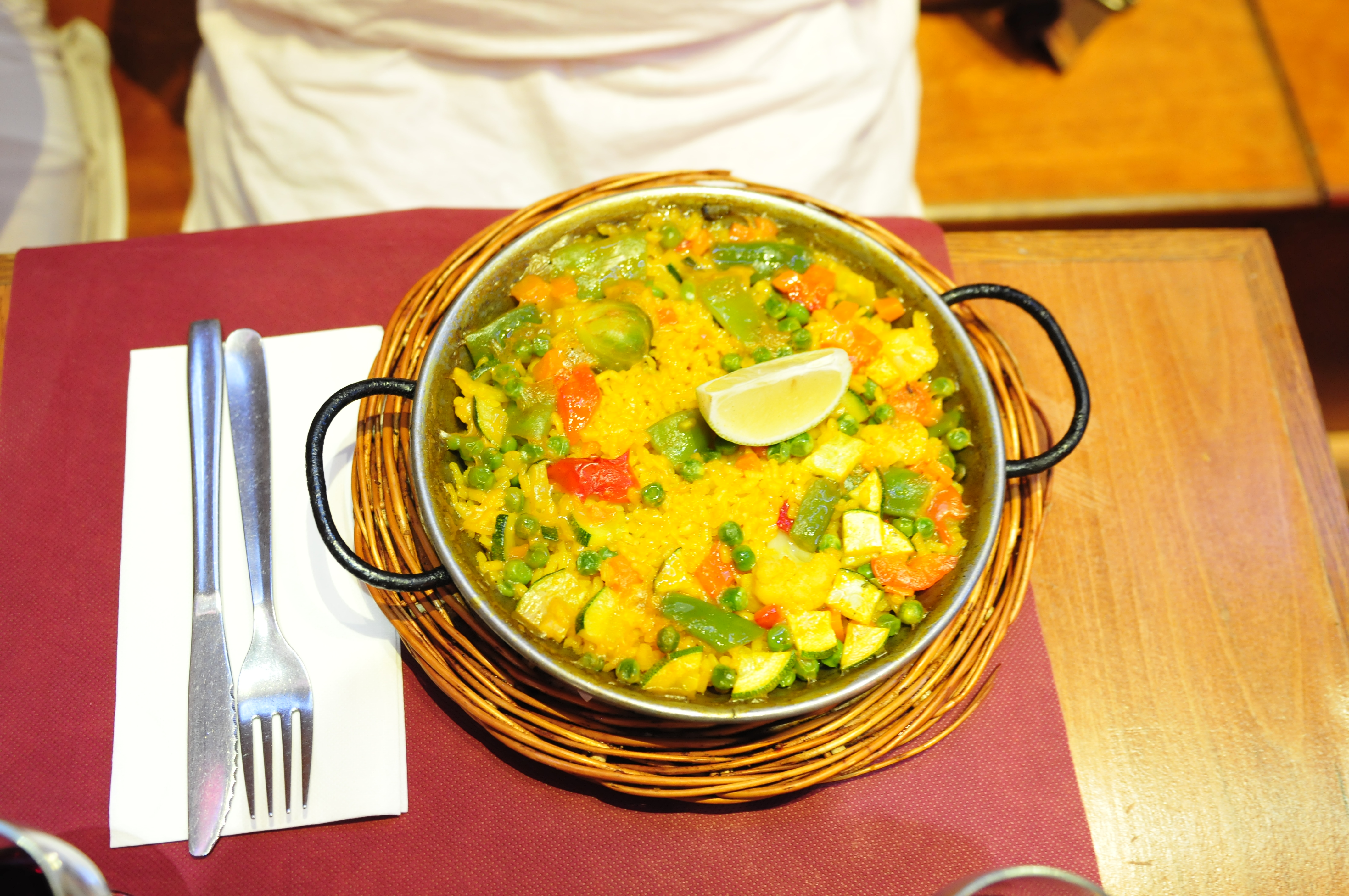
پائیا دمای سرو شده برای یک نفر
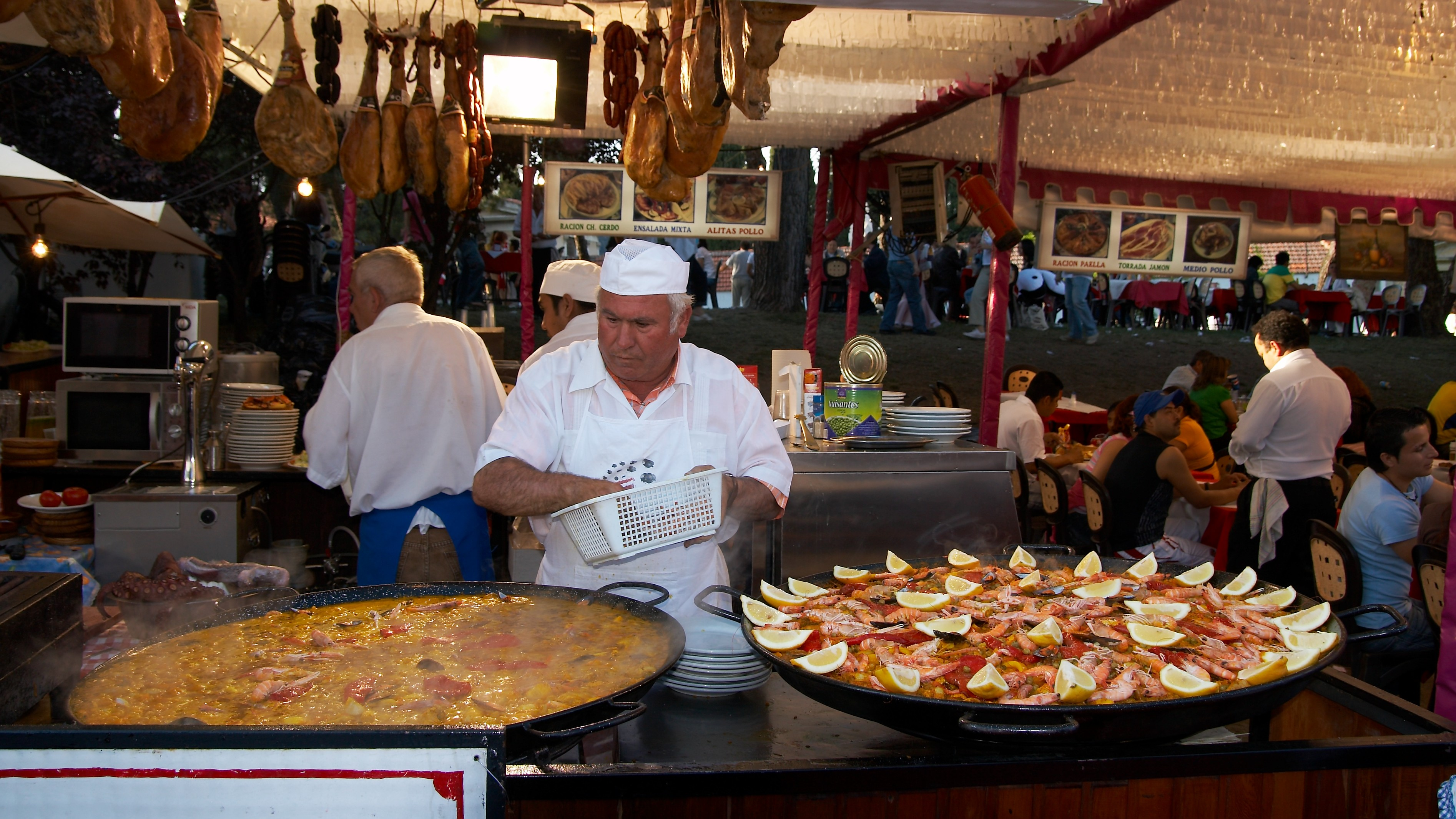
پخت پائیا در یک روز جشن در مادرید
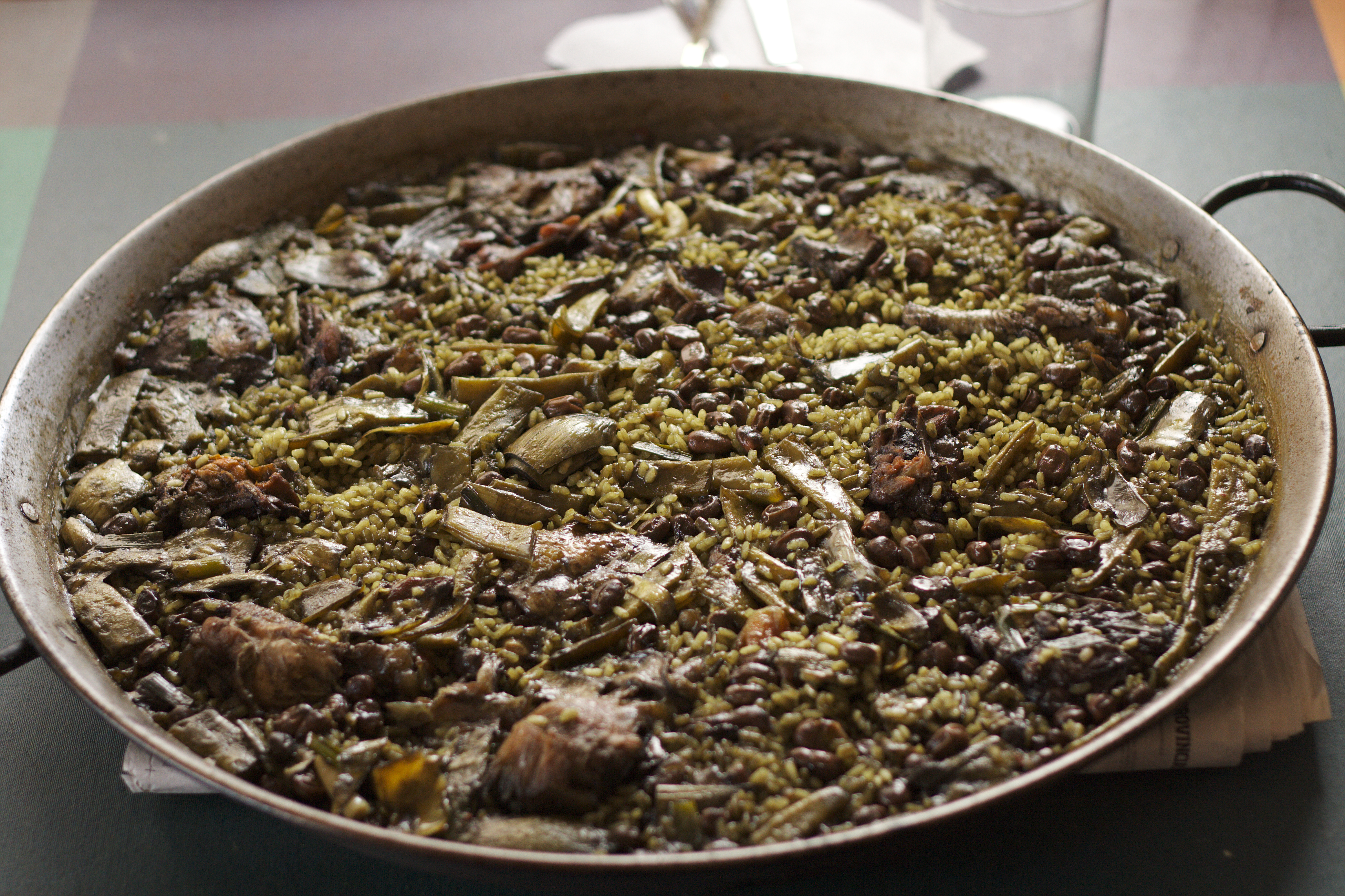
نمونه‌ای از پائیای سبزیجات